# Паськівка (Чугуївський район)
Па́ськівка — село в Україні, у Старосалтівській селищній територіальній громаді Чугуївського району Харківської області. Населення становить 62 особи.

## Географія
Село Паськівка знаходиться на правому березі річки Хотімля, нижче за течією за 2 км розташоване село Перківка, на протилежному березі — село Гарашківка. Село перетинає балка, по якій протікає пересихаючий струмок з загатою.

## Історія
12 червня 2020 року, відповідно до розпорядження Кабінету Міністрів України № 725-р «Про визначення адміністративних центрів та затвердження територій територіальних громад Харківської області», село увійшло до складу  Старосалтівської селищної громади.
19 липня 2020 року в результаті адміністративно-територіальної реформи та ліквідації Вовчанського району увійшло до Чугуївського району.